# Диса (персонаж)

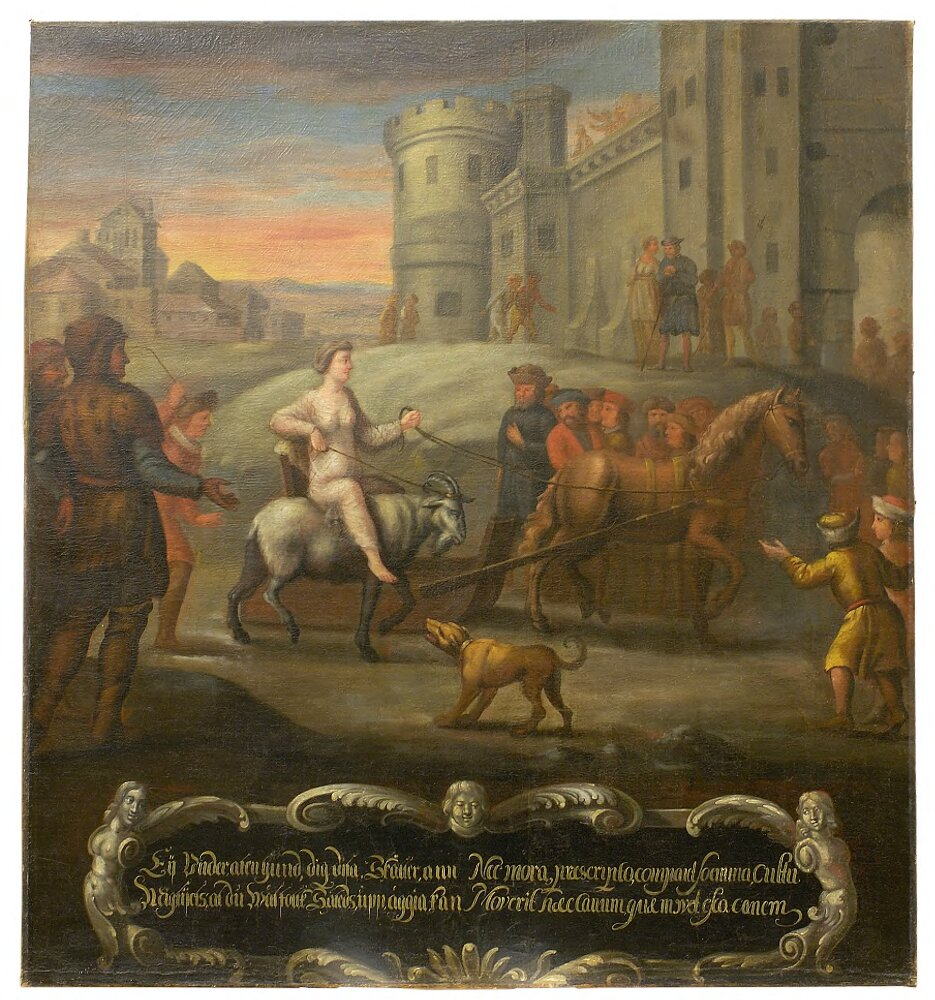
Диса едет к королю

Ди́са (швед. Disa) — мифический персонаж, упомянутый впервые в книге Олафа Магнуса «История северных народов», изданной в 1555 году. В 1611 году на основе пары фраз Олафа Магнуса Иоханнес Мессениус написал пьесу «Disa».

## У Олафа Магнуса
Описывая праздник дистинг, Олаф Магнус сообщил, что, по его мнению, название праздника связывают с мудрой королевой Дисой, которая во время голода посоветовала часть населения, отобранного по жребию, отправить из страны, а не убивать.

## Дистинг
От Олафа Магнуса было принято считать, что название традиционной ярмарки дистинг связано с именем Дисы. Однако ученые полагают, что слово дистинг происходит от древне-шведского слова disæþing или dísaþing, означающего собрание дис (женские духи-хранители).

## В литературе
Опираясь на краткие фразы Олафа Магнуса, Иоханнес Мессениус написал первую шведскую историческую пьесу «Disa». Он развил сюжет переселения в связи с голодом, введя мотив мудрой женщины и сказочных заданий, которые она выполняет.
Пьеса начинается с короткого пролога. В нём к действию присоединяются Тор, Один и Фригг. Асы недовольны тем, что люди не уважают их, поэтому за провинность они должны быть наказаны, люди должны страдать от голода. Король Упсалы решает на тинге убить всех бесполезных людей, которые просто едят, не принося никакой пользы. Чтобы успокоить Одина, старики, инвалиды и больные должны быть принесены в жертву. Когда Диса, дочь вождя Сигстена из замка Веннгарн (Уппланд), узнает о решении, она предлагает лучший вариант. Король выдвигает условия, затрудняющие её прибытие в замок, чтобы проверить её ум. Она не должна приезжать пешком, верхом, под парусом или на вёслах, ни одетая, ни раздетая, ни днем, ни ночью, ни на растущей, ни на убывающей луне. Мудрая Диса справится с трудной задачей, и король готов прислушаться к её словам. Диса предлагает, чтобы люди получили зерно для посева и были направлены в Норрланд. Каждый год они возвращаются в Упсалу и платят налоги королю.

Отец Дисы вернулся с тинга

Йохан Цельсиус в 1687 году написал пьесу «Диса», переработав рифмованный текст Мессениуса. Йохан Оксентьерна использовал сюжет в поэтическом письме «Disa» (1795) и в четвёртой песне поэмы Skördarne (1796).

## В сказках
В начале XIX века Афцелиус написал «Сказки шведского народа», включив в них записанное предание, почти дословно повторяющее пьесу Мессениуса.

### Первый вариант
Времена правления короля Фрейра или Сигтруда отметились отсутствием серьёзных конфликтов и потрясений, что привело к росту населения, которое эти земли уже не могли прокормить. Начался голод.
Король и подчиняющиеся ему вожди решили принести в жертву Одину всех стариков, больных и инвалидов. Диса, дочь вождя Сигстена из замка Веннгарн (Уппланд), услышав от вернувшегося отца о решении тинга, сказала, что может дать совет лучше. Рассерженный король, до которого дошли слова Дисы, велел ей явиться ни пешком, ни верхом, ни в повозке, ни даже в лодке, ни одетой, и ни раздетой, ни в течение года, ни в течение месяца, ни во время дня и ни во время ночи, ни во время растущей и ни во время убывающей луны. По совету Фригг Диса запрягла двух молодых людей в сани, на которые положила одну из своих ног, а другую — на живого козла, идущего рядом с санями. Вместо одежды она накинула рыболовную сеть. К королю она пришла в полнолуние в сумерках, на третий день после йоля. Все месяцы имели 30 дней, и последний из них завершился, как и год. Потрясённый её умом король женился на ней. По её совету была проведена жеребьевка, по которой часть жителей должна была покинуть страну и уйти на север.

Переселенцы получают зерно

### Второй вариант
На севере был записан более короткий вариант предания. Он повествует о том, что во время неурожая король задумал избавиться от калек и немощных и приказал убить их. Диса (Дисте) решила помешать этому. Она сказала королю: «Дай четверть ячменя и кирку и лопату каждому, и пусть они поедут в Норланд населять широкие поля (länder vida)». Король решил испытать ум Дисы и приказал ей «явиться ни одетой ни голой, — ни сытой, ни голодной, — ни пешком, ни верхом, — ни при прибывающей, ни при убывающей луне, — ни в день во время года». Диса-Дисте явилась к королю, скача на одной ноге и держа другую на спине лошади. Закутана она была в сеть, и ела с утра лишь лук. Пришла она, чуть на заре в день наступления нового года. При этом день совпал с наступлением новолуния. Король увидел, что Диса умна, и последовал её совету.

## В культуре
На втором этаже замка Веннгарн в зале с названием Disasal, находятся 8 картин, иллюстрирующих сюжет с Дисой. Каждая картина содержит стихотворные подписи на латинском и шведском с пояснением изображённого. Автор латинских подписей С. Колумбус, автор шведских — П. Лагерлёф. Ранее считалось, что автором картин является Давид Клёккер-Эренстраля, но согласно шведскому историку искусств Августу Хару, это копии работ Эренстраль.